# 28 стародавніх олив
28 старода́вніх оли́в. Обхват дерев 2,40-2,80 м. Висота 7-9 м. Вік 500 років. Одні з найстаріших кримських олив. Ростуть в античному парку олив на території бази відпочинку «Айвазовське» в сел. Партеніт, Крим. Раніше це місце належало садибі Раєвських. Дерева в доброму стані, за ними ведеться чудовий догляд. Всі оливи необхідно заповісти.

## Ресурси Інтернету
- Фотогалерея самых старых и выдающихся деревьев Украины  [Архівовано 8 квітня 2014 у Wayback Machine.]

## Виноски
1. 1 2   Шнайдер С. Л., Борейко В. Е., Стеценко Н. Ф. 500 выдающихся деревьев Украины. — К.: КЭКЦ, 2011. — 203 с.